# Orthostigma sumatranum
Orthostigma sumatranum är en stekelart som beskrevs av Fischer 1998. Orthostigma sumatranum ingår i släktet Orthostigma och familjen bracksteklar. Inga underarter finns listade i Catalogue of Life.